# Yellow Creek Township (comté de Linn, Missouri)
Pour l’article homonyme, voir Yellow Creek Township (comté de Chariton, Missouri).
Yellow Creek Township est un ancien township, situé dans le comté de Linn, dans le Missouri, aux États-Unis,.